# Atrephes phocea
Atrephes phocea là một loài bướm đêm trong họ Noctuidae.